# Сысуев, Николай Сергеевич
Никола́й Серге́евич Сысу́ев (род. 19 мая 1999, Нижний Новгород) — российский футболист, вратарь клуба «Оренбург».

## Биография
Воспитанник нижегородской ДЮСШ.
С 2016 года начал выступать за молодёжную команду «Олимпийца» в первенстве области, где был признан лучшим вратарём.
4 июня 2017 года дебютировал за основную команду в матче против клуба «Сызрань-2003», проведя на поле 90 минут.
В сезоне 2020/21 стал бронзовым призёром ФНЛ.
7 сентября 2021 года покинул клуб, расторгнув контракт по обоюдному согласию.
26 ноября 2021 года подписал контракт с «Оренбургом». С ним позже занял третье место в Первом дивизионе и вышел в РПЛ, одержав победу в стыковых матчах.
14 сентября 2022 года дебютировал за «Оренбург» в Кубке России в матче против «Ростова» (1:3).
4 марта 2023 года дебютировал в РПЛ в матче против «Ахмата».

## Статистика выступлений
| Выступление      | Выступление      | Выступление      | Лига | Лига | Кубки | Кубки | Стыковые матчи | Стыковые матчи | Итого | Итого |
| Клуб             | Лига             | Сезон            | Игры | Голы | Игры  | Голы  | Игры           | Голы           | Игры  | Голы  |
| ---------------- | ---------------- | ---------------- | ---- | ---- | ----- | ----- | -------------- | -------------- | ----- | ----- |
| Нижний Новгород  | ПФЛ              | 2016/17          | 1    | 0    | 0     | 0     | —              | —              | 1     | 0     |
| Нижний Новгород  | ФНЛ              | 2017/18          | 7    | −8   | 0     | 0     | —              | —              | 7     | -8    |
| Нижний Новгород  | ФНЛ              | 2018/19          | 9    | −6   | 0     | 0     | 0              | 0              | 9     | -6    |
| Нижний Новгород  | ФНЛ              | 2019/20          | 14   | −9   | 0     | 0     | —              | —              | 14    | -9    |
| Нижний Новгород  | ФНЛ              | 2020/21          | 4    | −5   | 0     | 0     | —              | —              | 4     | -5    |
| Нижний Новгород  | Итого            | Итого            | 35   | −28  | 0     | 0     | 0              | 0              | 35    | -28   |
| Оренбург         | РПЛ              | 2022/23          | 11   | −17  | 2     | −5    | —              | —              | 13    | -22   |
| Оренбург         | РПЛ              | 2023/24          | 26   | –33  | 0     | 0     | —              | —              | 26    | ?     |
| Оренбург         | РПЛ              | 2024/25          | 14   | –23  | 1     | 0     | —              | —              | 15    | ?     |
| Оренбург         | РПЛ              | 2025/26          | 0    | 0    | 1     | −2    | —              | —              | 1     | -2    |
| Оренбург         | Итого            | Итого            | 51   | −73  | 4     | −7    | —              | —              | 55    | -80   |
| Всего за карьеру | Всего за карьеру | Всего за карьеру | 86   | −101 | 4     | −7    | 0              | 0              | 90    | -108  |

## Достижения
«Нижний Новгород»
- Победитель ПФЛ (зона «Урал-Приволжье»): 2016/17
- Бронзовый призёр ФНЛ: 2020/21
- Итого : 1 трофей

«Оренбург»
- Бронзовый призёр Первого дивизиона: 2021/22